# وایومینگ (اوهایو)
وایومینگ(به انگلیسی: Wyoming) شهری در ایالت اوهایو کشور ایالات متحده آمریکا است که جمعیت آن در سرشماری سال ۲۰۱۰ میلادی، ۸٬۴۲۸ نفر بوده‌است.